# Esfinge de Hatshepsut

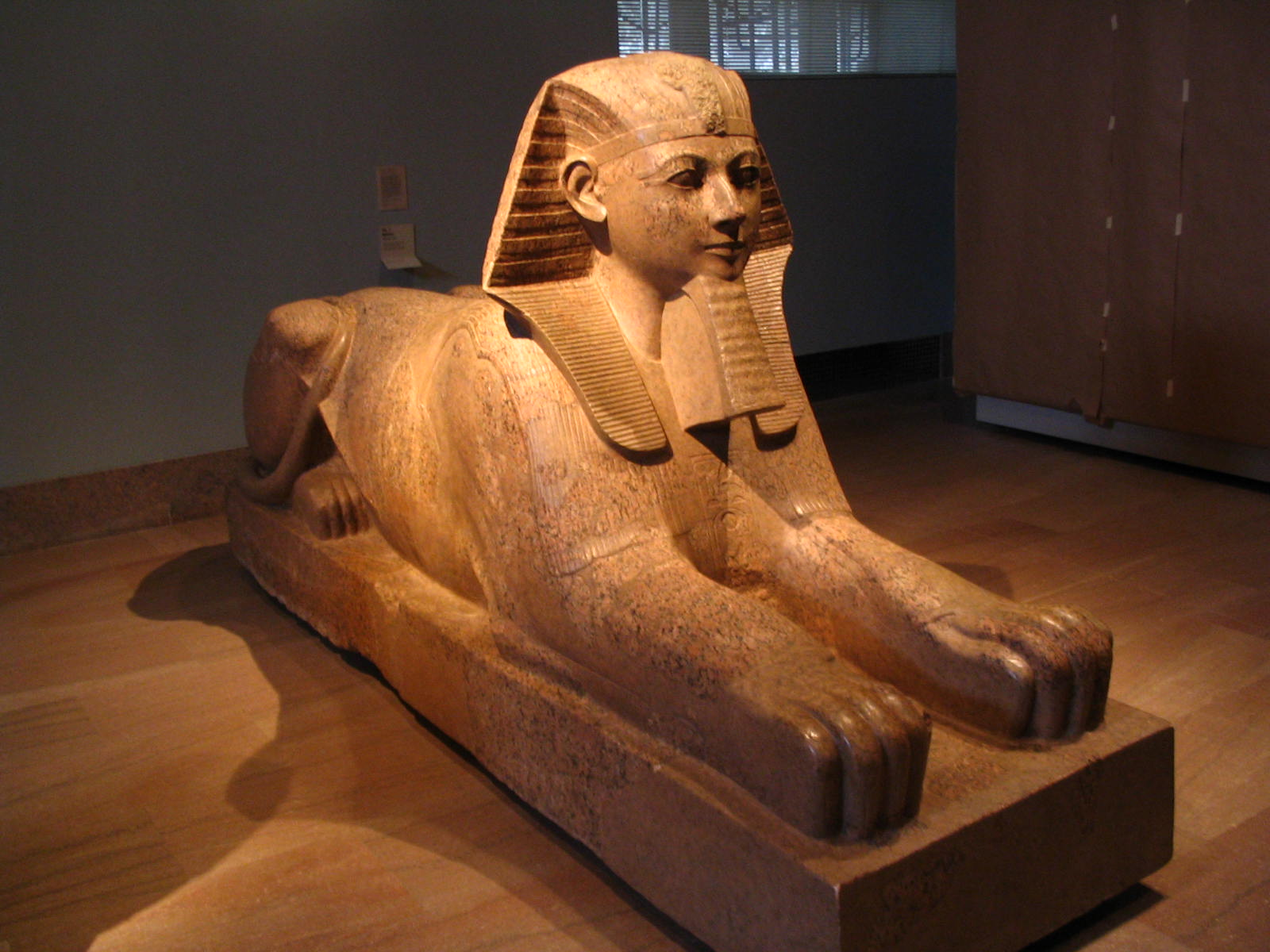
Esfinge de Hatshepsut en el Museo Metropolitano de Arte de Nueva York.

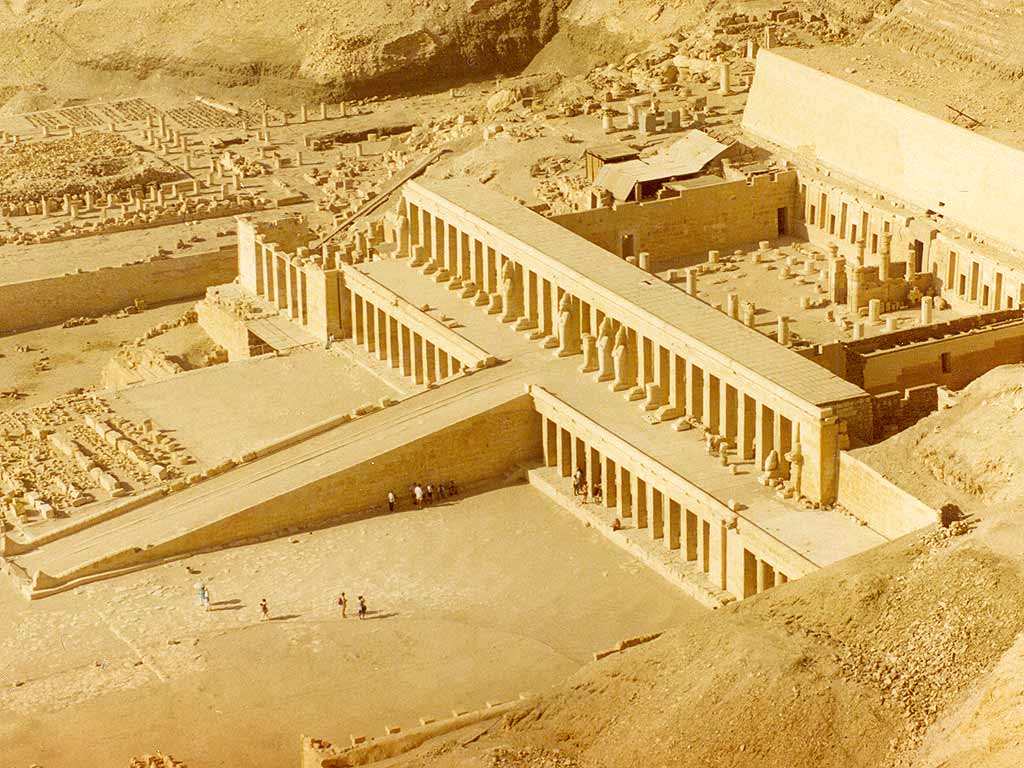
Templo de Hatshepsut en Deir el-Bahari.

La esfinge de Hatshepsut es una escultura en forma de esfinge tallada en el Imperio Nuevo de Egipto, concretamente durante la Dinastía XVIII de Egipto.

## Historia
La esfinge formaba parte de un grupo de seis y fue hallada en una fosa cercana al Templo de Hatshepsut en Deir el-Bahari, (en árabe: دير البحري ), que literalmente significa "El convento del Norte", un complejo de templos funerarios y tumbas que se encuentra en la ribera occidental del río Nilo, en el IV nomo del Alto Egipto, frente a la antigua ciudad de Tebas, la actual Luxor, en Egipto.
La escultura representa a Hatshepsut, reina-faraón de la dinastía XVIII de Egipto. Quinta gobernante de dicha dinastía, que reinó de ca. 1479 a. C. a 1457 a. C.Cronología según von Beckerath, Kitchen, Aldred y Málek, Gobernó con el nombre de Maatkara Hatshepsut.

## Conservación
- La figura se exhibe de forma permanente en el Museo Metropolitano de Arte de Nueva York.

## Características
- Estilo: egipcio.
- Material: granito rojo.
- Restos de pintura amarilla y azul.
- Peso 7 toneladas.
- Anchura: 343 centímetros.
- Altura: 164 centímetros.